# N-S 60 Soused
N-S 60 Soused je samostatný pěchotní srub těžkého opevnění, který byl součástí pevnostního systému předválečné Československé republiky. Nachází se v lese u silnice z Nového Hrádku do Borové v nadmořské výšce 651 m. Jeho pravým sousedem je nepostavený srub N-S 59 (vzdálený 511 m) levý N-S 61 Chata (vzdálený 421 m). N-S 60 je samostatný, oboustranný, dvoukřídlý, dvoupodlažní pěchotní srub, postavený v I. stupni odolnosti a lomený vlevo.
Konstrukční zajímavostí tohoto objektu je střelecká místnost pro zbraň G (minomet vz. 38). Ta je umístěna v pravé části dolního patra a zatímco zpravidla bývá kvůli rozměrům minometu o několik desítek centimetrů snížena oproti zbytku dolního patra a přístupná po několika schodech, u tohoto objektu to tak není, a to z důvodu jeho výškového lomení; podlaha střelecké místnosti minometu je tak umístěna na stejné úrovni jako podlaha levé, nižší poloviny srubu, odkud se do střelecké místnosti vstupuje.

## Historie
Byl postaven v roce 1938 v režii ŽSV Náchod v rámci stavebního podúseku 6. / V. – Borová. Byl vybetonován ve dnech 22. července - 28. července 1938.
Na objektu nebyly provedeny vnitřní a vnější omítky ani vnitřní cihlové příčky, nebyly osazeny zvony a kopule a jen částečně byly provedeny zemní úpravy okolí objektu.
Za německé okupace byly pouze vytrženy střílny hlavních zbraní (L1 a M), jinak objekt nebyl poškozen
V 80. letech 20. století se plánovalo využití objektu komunistickým režimem v rámci akce KAHAN, která spočívala v budování protiatomových krytů a kritické infrastruktury pro vedení státu pro případ atomové války. Nejznámější součástí tohoto systému se stala dělostřelecká tvrz Hanička, dále byly upravovány objekty N-S 70a, N-S 70b, N-S 71. V N-S 60 měla být elektrorozvodna, ale jediným pozůstatkem těchto úprav jsou háky natlučené uvnitř levé střelecké místnosti a zabetonované střílny N.
Kolem roku 2004 probíhal pokus o rekonstrukci objektu, který byl ale po krátké době znovu opuštěn.

## Výzbroj
hlavní zbraně na levé straně
- zbraň L1 (4cm kanón vz. 36 spřažený s těžkým kulometem vz. 37)
- zbraň M (dva spřažené těžké kulomety vz.37 ráže 7,92 mm)

hlavní zbraně na pravé straně
- zbraň L1 (4cm kanón vz. 36 spřažený s těžkým kulometem vz. 37)
- zbraň M (dva spřažené těžké kulomety vz.37 ráže 7,92 mm)
- minomet vz. 38

další výzbroj
- 4 zbraně N (lehké kulomety vz. 26) k ochraně střílen hlavních zbraní a prostoru před vchodem
- 2 zbraně N v pancéřových zvonech určené k ochraně okolí objektu
- 3 granátové skluzy

## Okolní objekty
- N-S 59
- N-S 61 Chata